# CI-988
CI-988 (PD-134.308) là một loại thuốc hoạt động như một chất đối kháng cholecystokinin, chọn lọc cho phân nhóm CCK, trong các nghiên cứu trên động vật, nó cho thấy tác dụng giải lo âu  và tăng cường tác dụng giảm đau của cả morphin  và peptide opioid nội sinh, cũng như ngăn chặn sự phát triển của dung nạp với opioid  và giảm triệu chứng cai. Do đó, người ta hy vọng rằng nó có thể có các ứng dụng lâm sàng để điều trị đau và lo lắng ở người, nhưng kết quả thử nghiệm đã gây thất vọng khi chỉ có tác dụng điều trị tối thiểu được quan sát ngay cả khi dùng liều cao. Lý do cho sự thất bại của CI-988 và các thuốc đối kháng CCKB ở người mặc dù có nhiều hứa hẹn trong nghiên cứu động vật tiền lâm sàng chưa rõ ràng, mặc dù tính chất dược động học kém của các loại thuốc hiện có là một lời giải thích khả thi, và thuốc đối kháng CCKB vẫn đang được nghiên cứu để sử dụng có thể như thuốc bổ trợ để tăng cường hoạt động của các loại thuốc khác.